# دی هاویلند موث مینور
دی هاویلند موث مینور (به انگلیسی: De_Havilland_Moth_Minor) یک هواگرد ملخ‌پیشین تک‌موتوره از نوع آموزشی ساخت شرکت د هویلند است. هواگرد دی‌اچ. ۹۴ هورنت مینور نخستین پروازش را در ۲۲ ژوئن ۱۹۳۷ میلادی انجام داد. در مجموع، تعداد ۱۴۰ فروند از این هواگرد ساخته شده‌است.
طراح این هواگرد، J.P. Smith بود.